# メイト (岡山県)
株式会社メイト（英: Mate Co.,Ltd.）は、岡山県和気郡和気町に本社を置くプラスチックマグネット原料製造販売を行う会社。

## 沿革
以下の沿革は公式サイトより。
- 1970年8月 - 有限会社メイトを設立。 （資本金150万円）
- 1983年10月 - 資本金を1,000万円へ増資。
- 1991年7月 - 株式会社メイトへ組織変更。
- 1997年7月 - 資本金を3,000万円へ増資。
- 1998年8月 - 資本金を7,000万円へ増資。
- 2000年3月 - ISO14001 取得。
- 2001年3月 - 資本金を9,500万円へ増資。
- 2001年4月 - ISO9001 取得。
- 2004年6月 - 関連会社として、上海毎特通貿易を設立。

## 営業拠点
- 和気郡和気町
  - 本社
  - 米沢工場
  - Mirai F.
- 東京都荒川区
  - 東京営業所
- 中国
  - 上海毎特通貿易有限公司 (子会社)